# Lygosoma boehmei
Lygosoma boehmei — вид сцинкоподібних ящірок родини сцинкових (Scincidae). Ендемік В'єтнаму. Вид названий на честь німецького герпетолога Вольфганга Бьома.

## Поширення і екологія
Lygosoma boehmei відомі з типової місцевості, розташованої в Національному парку Фонг-Ня-Ке-Банг в провінції Куангбінь. Вони живуть в мусонних лісах серед карстових скель, на висоті від 350 до 400 м над рівнем моря. Ведуть наземний, нічний спосіб життя. Живляться дощовими черв'яками.